# Apanteles javensis
Apanteles javensis är en stekelart som beskrevs av Sievert Allen Rohwer 1919. Apanteles javensis ingår i släktet Apanteles och familjen bracksteklar. Inga underarter finns listade i Catalogue of Life.